# Пузанок каспійський прохідний
Пузанок каспійський прохідний (Alosa kessleri) — вид роду Пузанок родини оселедцевих. Є важливим промисловим видом. 
Інші назви: «оселедець Кесслера», «чорноспинка». Вид названо на честь зоолога Карла Кесслера.

## Опис
Загальна довжина сягає 36-44 см, ваги — 170–1200 г (середня — 470–560), зустрічаються окремі особини довжиною до 57 см і вагою до 2 кг. Тіло у порівнянні з іншими видами роду більш витягнуте, у нього невисока голова, не стиснута з боків, короткі грудні плавці. Тіло високе (20-28% довжини), голова широка і висока (15-18% довжини тіла). Кількість зябрових тичинок досягає 59-92, тичинки грубі й короткі, зазвичай не довше зябрових пелюсток. Зуби розвинені на обох щелепах. Нижня щелепа дещо видається вперед або дорівнює верхній. Хребців — 50-54. Пілоричних придатків від 3 до 33.
Забарвлення спини темно-фіолетова, верх голови і грудні плавці чорні, особливо різко чорний колір помітний на кінці рила. Часто нечітка темна пляма буває за зябровою кришкою, іноді низка темних плям.

## Спосіб життя
Це прохідний вид. У морі тримається на глибині близько 85 м і більше. Нагулюється в Південному Каспії. Міграція на півночі починається в березні-квітні, а іноді й раніше в січні-лютому. Живиться дрібними рибами, ракоподібними, личинками комах. Особливо інтенсивно поїдає після нересту придонних ракоподібних.
Статеве дозрівання розтягнуто: у деяких особин перший нерест буває у віці 3 років, в інших — 6 років. Плодючість 53-344 тис. ікринок. Нерест починається при температурі води 15-23°С і триває з травня по серпень з піком у червні-липні. Інкубаційний період триває 42-49 годин. Розвиток йде у придонних шарах води, ікра напівпелагічна і зноситься вниз течією. Після виходу з ікри личинки деякий час живуть в річці, а при досягнення 4-6 см довжини скочуються в море.
Тривалість життя 7-8 років.

## Поширення
Мешкає в Каспійському морі, заходить у річки Волга, Урал, Терек.

## Охорона
На більшій частині ареалу стан природних популяцій виду залишається більш-менш стабільним. Саме тому він, згідно Червоного списку МСОП, отримав охоронну категорію «відносно благополучний вид». Але в окремих регіонах спостерігається тенденція до зниження чисельності популяції виду. Тому пузанок каспійський прохідний занесений до Директиви Європейського Союзу 92/43/ЄС «Про збереження природних оселищ та видів природної фауни і флори» (Додаток II. Види рослин і тварин, що становлять особливий інтерес для Європейського Союзу, збереження яких потребує створення територій особливої охорони).